# Шигонське сільське поселення
Шиго́нське сільське поселення (рос. Шигонское сельское поселение) — муніципальне утворення у складі Старошайговського району Мордовії, Росія. Адміністративний центр — село Шигонь.

## Історія
Станом на 2002 рік існували Говоровська сільська рада (село Говорово) та Шигонська сільська рада (село Шигонь, присілки Каргалейка, Малькеєвка).
12 травня 2010 року було ліквідовано Говоровське сільське поселення (село Говорово), його територія увійшла до складу Шигонського сільського поселення.

## Населення
Населення — 331 особа (2019, 389 у 2010, 535 у 2002).

## Склад
До складу поселення входять такі населені пункти:
| Населений пункт      | Населення, осіб (2002) | Населення, осіб (2010) |
| -------------------- | ---------------------- | ---------------------- |
| Говорово, село       | 193                    | 140                    |
| Каргалейка, присілок | 0                      | -                      |
| Малькеєвка, присілок | 47                     | 26                     |
| Шигонь, село         | 295                    | 223                    |